# استان مودنا

استان مودنا (به ایتالیایی: Provincia di Modena) از استان‌های کشور ایتالیا است. استان مودنا در شمال این کشور قرار دارد. مرکز این استان شهر مودنا و زیرمجموعه ناحیه امیلیا-رومانیا می‌باشد. مساحت این استان ۲٬۶۸۹ کیلومتر مربع و جمعیت آن ۷۰۶٬۵۰۹ نفر است.